# Shoujo
Shoujo (少女漫画 Shoujo manga) eller Shojo, bogst. pigetegneserie) er mangaer (japanske tegneserier), der er tegnet specielt for piger i alderen ca. seks til 18 år.

## Definition
Kulturantropologen Matt Thorn klassificerer en manga som shoujo, hvis den er udkommet i et shoujo-mangamagasin. Hvilken kategori af manga et mangamagasin har specialiseret sig i angives af forlagene. F.eks. er Akimi Yoshidas actionbetonede thriller Banana Fish tegnet i en for shoujo noget usædvanlig, realistisk og klar stil, der minder om Katsuhiro Otomos værker, men er alligevel udkommet i Bessatsu Shōjo Comic, hvis målgruppe er piger i mellemskolen og gymnasiet.
Shounen, der er mangaer for drenge.

## Historier
I begyndelsen af det 20. århundrede så de første tegneserier for piger dagens lys i pigetidsskrifter som Shoujo Club. De blev tegnet af mænd og var lavet som humoristiske yonkoma, firebilledestriber. Til månedsmagasinet Shoujo skabte Shousuke Kuragane f.eks. i 1949 tegneseriestriben Anmitsu-hime, hvor navnene på hovedpersonen og alle andre figurer er afledt af søde sager.
Pigemanga fik imidlertid først succes i form af lange serier med gennemgående handling. Den første skabte Osamu Tezuka fra 1953 til 1958 i form af Ribon no Kishi for Shoujo Club. Den handler om prinsesse Saphir, som en engel har givet en mands hjerte, og som er opdraget som en dreng. Gud sender englen ned på Jorden for at fjerne Saphirs hjerte, så hun kan gifte sig med prinsen fra nabokongeriget. Ved Ribon no Kishi lod Tezuka sig påvirke af den kvindelige teatergruppe Takarazuka Revue og tegnede mangaer med de samme virkemidler, som allerede havde skaffet ham succes med mangaer for drenge - en tilnærmet filmisk fortællemåde og figurdesign påvirket af Disney-film.
Med Ribon no Kishi som forbillede skabte andre mandlige mangaka shoujo-mangaer i 1950'erne, ofte fordi de ikke blev accepteret som shounen-mangaer. Nogle af dem som Tetsuya Chiba, Leiji Matsumoto og Shoutarou Ishinomori blev senere kendte skabere af shounen-mangaer.
I 1962 og 1963 udkom de første ugentlige mangamagasiner for piger i form af Margaret fra forlaget Shuueisha og Shoujo Friend fra forlaget Kodansha. De to forlag havde allerede i 1955 udgivet de månedlige mangamagasiner Ribon og Nakayoshi. Margaret og Shoujo Friend henvendte sig imidlertid til en lidt ældre målgruppe.
Selvom Machiko Hasegawa havde arbejdet med sin tegneseriestribe Sazae-san for dagblade siden 1946, så kom kvinder først senere ind på scenen for shoujo-manga. I 1960'erne gav Toshiko Ueda, Hideko Mizuno, Miyako Maki, Masako Watanabe og Chikako Urano efterhånden indtryk af, at shoujo var mangaer skabt af kvinder. Chikako Urano blev vellidt med sin volleyball-serie Attack No. 1 (1968–1971) og åbnede vejen for sport i pigemangaer. Sumika Yamamoto skabte med Ace wo Nerae! fra 1972 til 1976 en meget succesfuld tennis-manga.
Pigemanga blev revolutioneret fra 1969 af År 24-gruppen omkring Moto Hagio, Yumiko Ooshima, Keiko Takemiya und Riyoko Ikeda. De få kvinder, der havde offentliggjort shoujo-manga indtil da, havde holdt sig til det af mændene givne mønster. År 24-gruppen ændrede dette med indførelse af nye temaer og ukonventionelle tegneteknikker baseret på æstetik. I sit 1800 sider lange værk The Rose of Versailles (1972-1973) placerede Riyoko Ikeda en fiktiv kvinde under Den Franske Revolution, hvor hun som general ved det franske hof gør en mands arbejde og til slut dør for revolutionen. I Moto Hagios manga Thomas no Shinzou (1973–1975) handler det om homoseksuel kærlighed på en europæisk drengeskole. Det samme motiv benyttede Keiko Takemiya i sin bestseller Kaze to Ki no Uta (1976–1984). Populariteten af disse homoerotiske mangaer fik indflydelse på mange andre kvindelige mangaka og førte til etablering af egne magasiner som June og til sidst til en egen genre, Boys Love. Med År 24-gruppens succes overtog kvinder endegyldigt shoujo-manga, og kun enkelte mandlige tegnere som Shinji Wada, Mitsuru Adachi og Maya Mineo har kunnet slå sig igennem.
Med magasiner som Mimi, der henvendte sig til piger i alderen 14 til 21 år, kom der fra midten af 1970'erne mere modne shoujo-mangaer. Det førte til udviklingen af josei-mangaer i begyndelsen af 1980'erne. En af de vigtigste titler i Mimi var Waki Yamatos mangaudgave af den klassiske fortælling Genji Monogatari.
I 1980'erne var det først og fremmest hverdagshistorier med selvironi, der slog gennem blandt shoujo-manga. Mangaer som Momoko Sakuras Chibi Maruko-chan (siden 1987) om livet for en fræk pige i grundskolen og Noriko Sasakis dyrlægeserie Doubutsu no Oisha-san (1989–1994) solgte i millionoplag. I slutningen af 1980'erne kom mange kvindelige tegnere, der først havde arbejdet som amatører, med professionelle værker; heriblandt Yun Kouga, Minami Ozaki og tegnerkollektivet CLAMP.
Fra 1992 til 2004 skabte Youko Kamio Hana Yori Dango, der med 55 millioner solgte eksemplarer er den mest solgte pigemanga i Japan. Serien handler om en pige fra fattige forhold, der skifter til en rig privatskole og bliver rodet ind i kærlighedsforviklinger der. Imens skabte Naoko Takeuchi serien Sailor Moon (1992–1997) om piger, der forvandler sig til superhelte med magiske kræfter, en serie der blev internationalt kendt.

## Stilelementer
Typiske temaer er den første kærlighed, kærlighedssorger og venskab. Mandlige personer er ofte gengivet som det japanske idealbillede på en ung mand, såkaldt bishounen. Kvindelige personer gengives ofte med meget store strålende øjne. Øjnene er ofte et "spejl", der gengiver figurens følelser.